# Komet Westphal
Komet Westphal (uradna oznaka je 20D/Westphal) je periodični komet z obhodno dobo 61,9 let. Pripada Halleyjevi družini kometov.

## Odkritje
Komet je odkril nemški astronom J. G. Westphal  (ne smemo ga zamenjati z nemškim astronomom Johannom Heinrichom Westphalom (1794 – 1831) ) iz Göttingena v Nemčiji 24. julija 1852.
Neodvisno ga je 9. avgusta odkril tudi ameriški astronom Christian Heinrich Friedrich Peters (1813 – 1890).
Komet so nazadnje videli med 27. septembrom in 26. novembrom 1913. Predvidevali so, da se bo vrnil leta 1976, vendar ga niso nikoli več videli. Sedaj ga obravnavajo kot izgubljeni komet.